# Xã North Lebanon, Quận Sharp, Arkansas
Xã North Lebanon (tiếng Anh: North Lebanon Township) là một xã thuộc quận Sharp, tiểu bang Arkansas, Hoa Kỳ. Năm 2010, dân số của xã này là 59 người.